# Bunk Johnson
Pour les articles homonymes, voir Johnson.
 (juin 2020).
Si vous disposez d'ouvrages ou d'articles de référence ou si vous connaissez des sites web de qualité traitant du thème abordé ici, merci de compléter l'article en donnant les références utiles à sa vérifiabilité et en les liant à la section « Notes et références ».
William Geary “Bunk” Johnson est un cornettiste et trompettiste de jazz américain, né le 27 décembre 1889 à La Nouvelle-Orléans (Louisiane) et décédé le 7 juillet 1949 à La Nouvelle-Ibérie (Louisiane).

## Biographie
Né selon ses dires en 1879, mais en vérité en 1889, Bunk Jonhson apprend le cornet avec Adam Olivier. Adolescent, il se produit probablement avec des musiciens comme le légendaire Buddy Bolden ou King Oliver. 
Il est entre 1905 et 1915, un des trompettistes les plus renommés de La Nouvelle-Orléans. En 1908, il est recruté par Peter Bocage pour intégrer un des groupes de ragtime les plus populaires de l'époque, le Superior Orchestra,.
Il reste actif jusqu’au début des années 1930, effectuant des tournées dans le sud. La légende veut qu’en 1932, Bunk Johnson abandonne la musique à la suite d'une bagarre où le musicien perd sa trompette et se fait briser les dents de devant. Il s’installe alors à New Iberia où il exerce différents petits métiers, travaillant, entre autres, comme ouvrier agricole.
En 1939, il est « redécouvert » par Bill Russell et Fredric Ramsey, deux historiens du jazz. Ces derniers après avoir interviewé le trompettiste lancent une souscription pour relancer sa carrière. L’argent collecté permet l’achat d’un dentier et d’une trompette. En 1942, en plein « dixieland revival », des séances d’enregistrements sont organisées. Il retrouve pour l’occasion d’autres « vétérans » comme le clarinettiste George Lewis. On le retrouve ensuite à Chicago où il joue dans le « Yerba Buena Jazz Band ». En 1945, il est engagé par Sidney Bechet mais la fâcheuse tendance à la boisson du trompettiste met vite fin à la collaboration, ce qui amène Peter Bocage à monter à Boston pour remplacer Johnson,.
En 1946, il dirige de nouveau sa propre formation, où l’on retrouve encore George Lewis. Cet orchestre dont la musique est sans doute représentative de ce que devait être le jazz des origines connaît le succès. En 1948, Bunk Johnson se retire définitivement de la scène musicale. Il meurt d’un arrêt cardiaque en 1949.